# Grande rivière de la Baleine
Der Grande rivière de la Baleine (französisch für „Großer Wal-Fluss“; englisch Great Whale River) ist ein Fluss in der Region Nunavik in der kanadischen Provinz Québec.

## Flusslauf
Er fließt aus dem See Lac Saint-Lusson, durchfließt den Lac Bienville nach Westen zur Hudson Bay. Während der Unterlauf des Flusses (unterhalb Lac Bienville) eine sehr starke Strömung mit vielen Wasserfällen (15–20 m Höhe) und Stromschnellen hat, besteht der Oberlauf dagegen aus einer Reihe von Seen, die über steile Stromschnellen miteinander verbunden sind.
Der See Lac Néret am Oberlauf des Grande rivière de la Baleine ist heute Teil des Réservoir Laforge-2, welches vom Caniapiscau-Stausee gespeist wird und hauptsächlich zum La Grande Rivière zur Energiegewinnung entwässert wird.
Der leichteste Zugang für Kanu-Touristen liegt an der Route Transtaïga am Lac Montausier (⊙).
Die beiden Orte Kuujjuarapik (überwiegend von Inuit bewohnt) und Whapmagoostui (Cree-Siedlung) liegen an der Mündung des Flusses – nahe dem ehemaligen Militärflugplatz RCAF Station Great Whale River. Gemeinsam waren die beiden Orte früher als Great Whale River und Poste-de-la-Baleine bekannt.
Der Flussabschnitt zwischen Lac Bienville und der Mündung des Rivière Coats wurde damals auch als Abchigamich River bezeichnet. Dieser Name wurde jedoch 1946 von der Commission de géographie du Québec fallengelassen.